# Lozère
Lozère ( fransk udtale ?) er et fransk departement i regionen Languedoc-Roussillon. Hovedbyen er Mende, og departementet har 73.509 indbyggere (1999).
Der er 2 arrondissementer, 13 kantoner og 158 kommuner i Lozère.